# Lampreia-de-bolsa
A Lampréia-de-bolsa (Geotria australis) é uma lampréia existente no hemisfério sul. Pode atingir 60 cm de comprimento e vive em água doce.
Esta espécie é a única representante da sub-família Geotriinae, da família Petromyzontidae, e do gênero Geotria. 

## Sinônimos
- Velasia chilensis Gray 1851
- Thysanochilus valdivianus Philippi 1857
- Ammocoetes caeruleus Philippi 1858
- Chilopterus caeruleus (Philippi 1857)
- Ammocoetes landbecki Philippi 1858
- Chilopterus landbecki (Philippi 1857)
- Exomegas macrostomus (Burmeister 1868)
- Petromyzon fonki Philippi 1865
- Petromyzon macrostomus Burmeister 1868
- Yarra singularis Castelnau 1872
- Neomordacia howittii Castelnau 1872
- Geotria allporti Günther 1872
- Velasia stenostomus Ogilby 1896
- Macrophthalmia chilensis Plate 1897
- Geotria macrostoma f. gallegensis Smitt 1901
- Geotria macrostoma gallegensis (Smitt 1901)
- Geotria gallegensis (Smitt 1901)
- Geotria saccifera Regan 1911
- Dionisia patagonica Lahille 1915[1][2]